# 부산외국어대학교
부산외국어대학교(釜山外國語大學校, Busan University of Foreign Studies)는 대한민국 부산광역시 금정구의 외국어 특성화 사립 종합대학이다.
국문 약칭으로 부산외대(釜山外大) 등이, 영문 약칭으로 BUFS 등을 사용하고 있다.

## 연혁
1981년 12월 26일, 성지학원이 부산외국어대학을 설립한다. 당시 영어과, 불어과, 독일어과, 일본어과, 중국어과, 태국어과, 말레이ㆍ인도네시아어과 등 7개의 외국어학과와 경영학과, 무역학과, 회계학과 등 3개의 사회과학 계열 학과가 설치된 것으로 알려졌다. 이듬해 3월 12일 개교하였으며, 외국어계열 학과 위주로 신설하며 교세를 확장시키다가 1988년 11월 30일 대학원이 설치된다. 1989년 11월 6일, 특수대학원으로 교육대학원이 설치되며 2개의 대학원을 갖추게 되었다.
1991년 10월 28일, 종합대학으로 승격되며 부산외국어대학교로 교명을 변경한다. 이후 2014년 2월, 남구 우암동 캠퍼스 시대를 마무리하고, 금정구 남산동에 위치한 현재의 교사로 이전했다.

## 교육편제

### 학부
부산외국어대학교는 2021년 기준, 유럽미주대학, 아시아대학, 사회과학대학, 상경대학, IT대학 등 5대학, 5학부, 35학과, 11전공을 설치하고 있다.

### 대학원
부산외국어대학교의 대학원 과정은 4개 대학원이 설치되어 있으며, 일반 1개원, 특수 3개원으로 구성된다. 일반대학원의 경우 석사과정 12과정, 박사과정 12과정을 제공하고 있다.
특수대학원으로 교육대학원, 통역번역대학원, 산업경영대학원이 설치되어 있다.

## 사건과 비판

### 마우나리조트 붕괴 사고
2014년 신입생 환영회를 진행하던 도중 마우나오션리조트의 체육관 강당이 붕괴됨에 따라 10명이 숨지는 사고가 발생한 바 있다.